# Frontispice (architectuur)
Een frontispice of frontispies is in de architectuur de naam voor decoratie-elementen om de belangrijkste ingang (voordeur) van een gebouw. Een frontispies is onderdeel van een voorgevel. Sommige gebouwen hebben geen frontispies, bijvoorbeeld als de voordeur schuil gaat achter een portico of achter zuilen.